# Oedocephalum lunzinense
Oedocephalum lunzinense är en svampart som beskrevs av Svilv. 1941. Oedocephalum lunzinense ingår i släktet Oedocephalum, ordningen skålsvampar, klassen Pezizomycetes, divisionen sporsäcksvampar och riket svampar.   Inga underarter finns listade i Catalogue of Life.